# Pegasus Mail
Pegasus Mail to jeden z najstarszych klientów poczty elektronicznej.
Od samego początku, czyli od 1990 roku, był rozwijany przez jednego człowieka – Davida Harrisa.
Program jest darmowy, ale jego kod źródłowy pozostaje zamknięty. Program działa wyłącznie w systemach operacyjnych rodziny Windows, dostępna też jest nierozwijana już wersja dla DOS.
Mimo ogromnych możliwości, dużej odporności na wirusy, trojany i spam, oraz bardzo skromnych wymagań sprzętowych, Pegasus Mail w Polsce nie cieszy się wielką popularnością, prawdopodobnie z powodu braku polskiej wersji językowej, zamknięcia kodu źródłowego i konkurencji takich programów, jak Outlook Express i Mozilla Thunderbird.